# Riksdagen 1949
Riksdagen 1949 ägde rum i Stockholm.
Riksdagens kamrar sammanträdde i riksdagshuset den 10 januari 1949. Riksdagsarbetet inleddes ceremoniellt genom riksdagens högtidliga öppnande i rikssalen på Stockholms slott den 11 januari. Första kammarens talman var Johan Nilsson (H), andra kammarens talman var August Sävström (S). Riksdagen avslutades den 13 december 1949.